# Berliner Rundfunk
Berliner Rundfunk – najstarsza stacja radiowa w Niemieckiej Republice Demokratycznej, będąca formalnie w strukturach państwowego radia NRD. Rozpoczęła nadawanie 13 maja 1945 pod nazwą Radio Berlin w radzieckiej strefie okupacyjnej Berlina. Początkowo program nadawano z siedziby przedwojennego radia przy Masurenallee (która znajdowała się w brytyjskim sektorze Berlina, ale sam budynek wraz z nadajnikiem był w rękach Sowietów). W roku 1953 przeszedł reorganizację i nadajnik został przeniesiony do radzieckiego sektora; w latach 1954-55 nadawał pod nazwą Berlin 1 Programm. Stacja zakończyła działalność w lutym 1990 a częstotliwości przejęły stacje lokalne. Radio zostało sprywatyzowane i  działa w Berlinie pod nazwą Berliner Rundfunk 91.4 na częstotliwości 91.4 MHz.

## Program
Głównym celem radia było nadawanie informacji o wydarzeniach w Berlinie. Stacja nadawała na falach średnich o częstotliwościach 657, 693, 999, 1170, 1431, i 1575 kHz oraz na falach ultrakrótkich.